# Doenjang
Doenjang là loại nước tương cô đặc của người Triều Tiên giống như Miso của người Nhật Bản, được làm từ đậu tương lên men giống như tương của người Việt Nam hay hoàng tương của người Trung Quốc. Thứ gia vị này chủ yếu được dùng để nấu xúp hoặc lẩu.